# Herman Agatho des Amorie van der Hoeven
Herman Agatho des Amorie van der Hoeven (Amsterdam, 22 juli 1829 - 's-Gravenhage, 13 oktober 1897) was een Nederlands jurist en politicus.
Des Amorie van der Hoeven was katholiek Tweede Kamerlid en staatsraad in de tweede helft van de negentiende eeuw. Hij was de zoon van de remonstrantse predikant en hoogleraar Abraham des Amorie van der Hoeven (1798-1855), die in 1827 werd benoemd als hoogleraar aan het Remonstrants Seminarium te Amsterdam.
Herman studeerde rechten, en was tot 1869 werkzaam als advocaat te Java.
Naast de advocatuur was hij in Indië jarenlang redacteur voor diverse bladen:
- Bataviaasch Handelsblad

- Nieuw Bataviaasch Handelsblad

Najaar 1860 verscheen hierin een recensie van de Max havelaar getiteld: "Multatuli's Grieven"
- in 1869 was hij redacteur en vaste medewerker van de Locomotief, het nieuws, handels, en advertentie blad van Samarang. Een vooruitstrevende courant, waarin bijvoorbeeld ook Multatuli een tijdlang zijn Causerieën publiceerde.

Na terugkomst uit Nederlands-Indië bekeert hij zich tot het katholicisme, en schrijft daarover: "Mijn terugkeer tot Christus" (1870) Dit boek is opgedragen aan J. A. Alberdingk Thijm.
In 1875 werd hij liberaal lid van de Tweede Kamer, voor het district Breda. In dat jaar verscheen ook zijn boek: "De cirkelgang der menschheid".
In de Kamer was Amorie van der Hoeven een vooraanstaand katholiek lid, dat zich onafhankelijk opstelde. Op koloniaal gebied koos hij veelal de zijde van de liberalen en streed hij voor hervormingen. Kleine, bewegelijke afgevaardigde, die snel en vurig sprak. Na zijn Kamerlidmaatschap werd hij in 1886 lid van de Raad van State, een functie die hij twaalf jaar zou bekleden.